# Campylocheta
Campylocheta är ett släkte av tvåvingar. Campylocheta ingår i familjen parasitflugor.

## Dottertaxa tillCampylocheta, i alfabetisk ordning[1][2]
- Campylocheta abdominalis
- Campylocheta albiceps
- Campylocheta ancisa
- Campylocheta angustifrons
- Campylocheta aperta
- Campylocheta argenticeps
- Campylocheta atriceps
- Campylocheta bicoloripes
- Campylocheta bisetosa
- Campylocheta canora
- Campylocheta confusa
- Campylocheta crassiseta
- Campylocheta dentifera
- Campylocheta eudryae
- Campylocheta fasciatus
- Campylocheta flaviceps
- Campylocheta fuscinervis
- Campylocheta grisea
- Campylocheta heteroneura
- Campylocheta hirticeps
- Campylocheta inclinata
- Campylocheta inepta
- Campylocheta keiseri
- Campylocheta latigena
- Campylocheta lipernis
- Campylocheta magnicauda
- Campylocheta malaisei
- Campylocheta mariae
- Campylocheta membrana
- Campylocheta nasellensis
- Campylocheta orbitalis
- Campylocheta orientalis
- Campylocheta plathypenae
- Campylocheta plumbea
- Campylocheta polita
- Campylocheta praecox
- Campylocheta rindgei
- Campylocheta risbeci
- Campylocheta semiothisae
- Campylocheta similis
- Campylocheta siphonion
- Campylocheta suwai
- Campylocheta tarsalis
- Campylocheta teliosis
- Campylocheta townsendi
- Campylocheta umbrinervis
- Campylocheta vansomereni
- Campylocheta ziegleri